# Jacques Kalisz
Jacques Kalisz (ur. 6 września 1926 w Mińsku Mazowieckim, zm. 5 marca 2002 w Paryżu) – francuski architekt. 

Stadion Gabriel-Montpied w Clermont-Ferrand (1995)

## Życiorys
Opuścił Polskę razem z rodziną w 1930 i zamieszkał we Francji, jego ojciec zginął podczas II wojny światowej. Studiował w Ecole des Beaux-Arts w Paryżu pod kierunkiem André Wogenscky'ego i Édouarda Alberta, już podczas studiów był zaangażowany w działanie ruchu l’AUA - Atelier d'urbanisme et d'architecture. Po ukończeniu studiów z wyróżnieniem pracował w biurze architektonicznym. Od 1963 do 1972 współprojektował centrum administracyjne Pantin, jego autorskim projektem był budynek położony wzdłuż Kanału de l'Ourcq zaprojektowany w stylu brutalizmu. 
Budynek ten w 2004 został przebudowany według projektu zespołu architektów w skład którego weszli Antoinette Robain, Claire Guieysse, Christian Hauvette oraz Jean Nouvel i jest obecnie Narodowym Centrum Tańca.

## Wybrane projekty
- szkoła architektury w La Défense (1968);
- pływalnia w Aubervilliers (1969);
- cité République („cité Lénine”) w Aubervilliers (1969);
- centrum administracyjne Pantin (1972);
- lodowisko „Olympic” Albertville;
- centrum administracyjne Saint-Quentin-en-Yvelines;
- projekty mieszkaniowe w Saint-Omer i Nanterre;
- stadion Stade Gabriel-Montpied, Clermont-Ferrand (1995);
- klinika „La Collégiale” w V dzielnicy Paryża (1985);
- College Jean-Vilar (La Courneuve) (1993).